# Michaela Stanifordová
Michaela Jane Stanifordová (11. ledna 1987 High Wycombe) je bývalá anglická ragbistka, která hrála na křídle. V roce 2012 byla zvolena nejlepší ragbistkou světa.
Jako hráčka Anglie se stala na světovém šampionátu 2014 mistryní světa. Na mistrovství světa 2006 a 2010 skončila se svou zemi druhá. Odehrála za ni 60 zápasů (2005-2016). Na sedmičkovém MS 2013 byla jmenována kapitánkou. Zúčastnila se olympijského turnaje 2016, kde Velká Británie skončila čtvrtá. Na klubové úrovni hrála za Wasps. Po konci kariéry se stala trenérkou Washington Girls Loggers. Je lesba.